# Le Bourdet
Le Bourdet ist eine französische Gemeinde mit 570 Einwohnern (Stand: 1. Januar 2022) im Département Deux-Sèvres in der Region Nouvelle-Aquitaine (vor 2016 Poitou-Charentes). Sie gehört zum Arrondissement Niort und zum Kanton Mignon-et-Boutonne. 

## Geographie
Le Bourdet liegt etwa 58 Kilometer östlich von La Rochelle und etwa 18 Kilometer südwestlich von Niort. Das Gemeindegebiet gehört zum Regionalen Naturpark Marais Poitevin. Umgeben wird Le Bourdet von den Nachbargemeinden Saint-Georges-de-Rex im Norden, Amuré im Norden und Osten, Épannes im Südosten, Prin-Deyrançon im Süden sowie Saint-Hilaire-la-Palud im Westen und Nordwesten.

## Bevölkerungsentwicklung
| Jahr                       | 1962 | 1968 | 1975 | 1982 | 1990 | 1999 | 2006 | 2013 |
| Einwohner                  | 432  | 396  | 366  | 322  | 369  | 367  | 497  | 567  |
| Quellen: Cassini und INSEE |      |      |      |      |      |      |      |      |

## Sehenswürdigkeiten

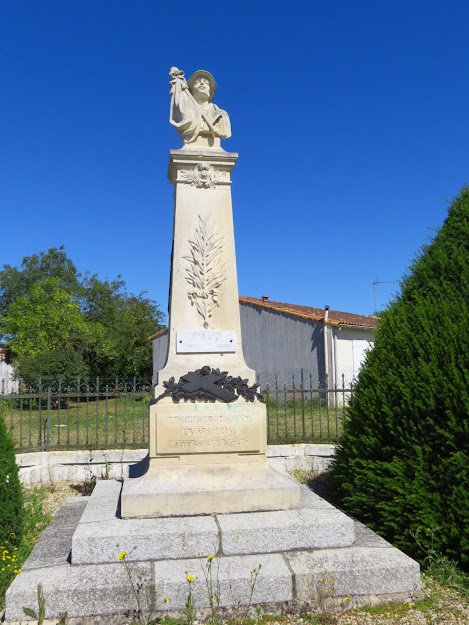
Gefallenendenkmal

- Kirche Saint-Jacques